# Генрі Бойл, 1-й граф Шеннон

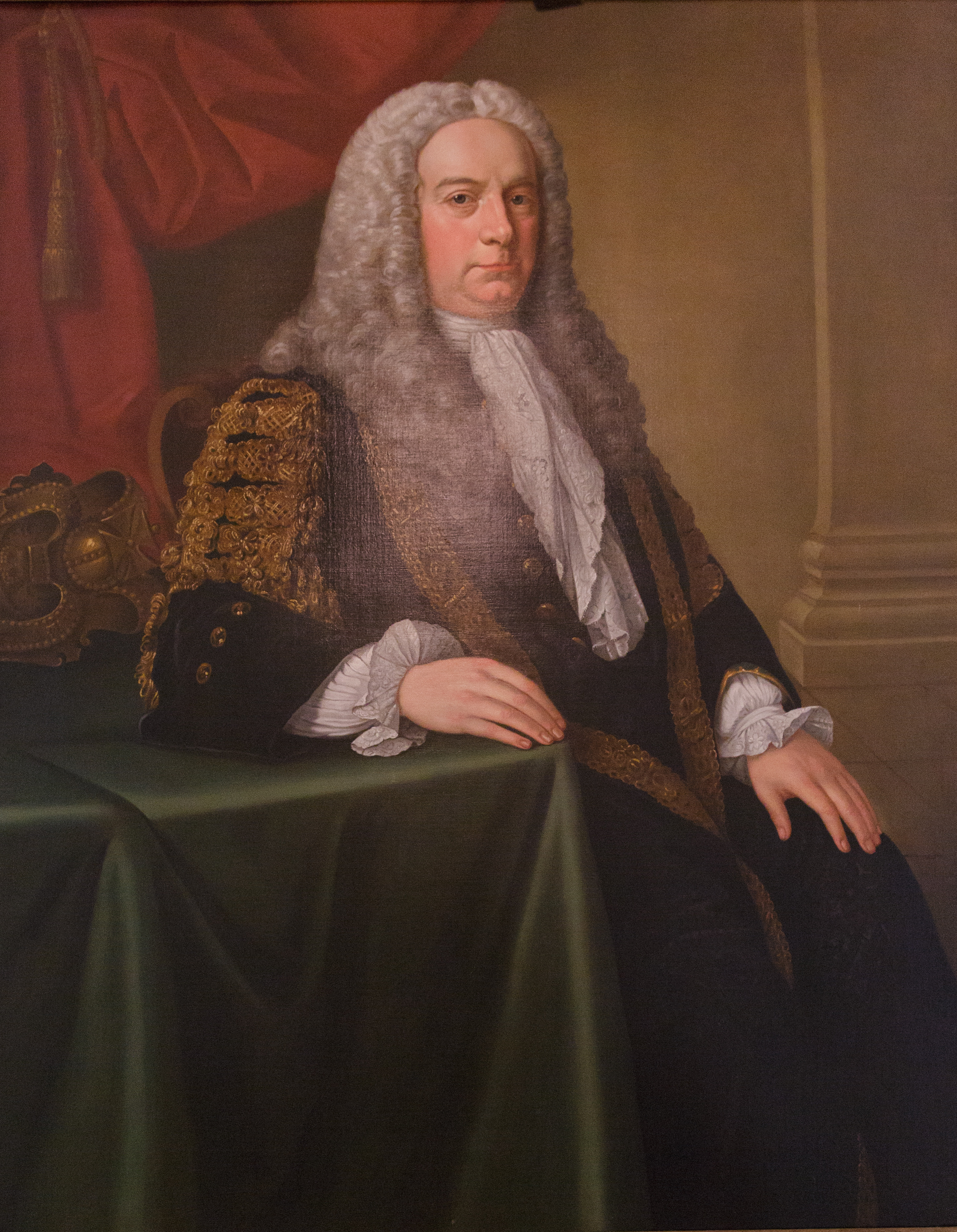
Генрі Бойл – І граф Шеннон.

Герб Генрі Бойла.

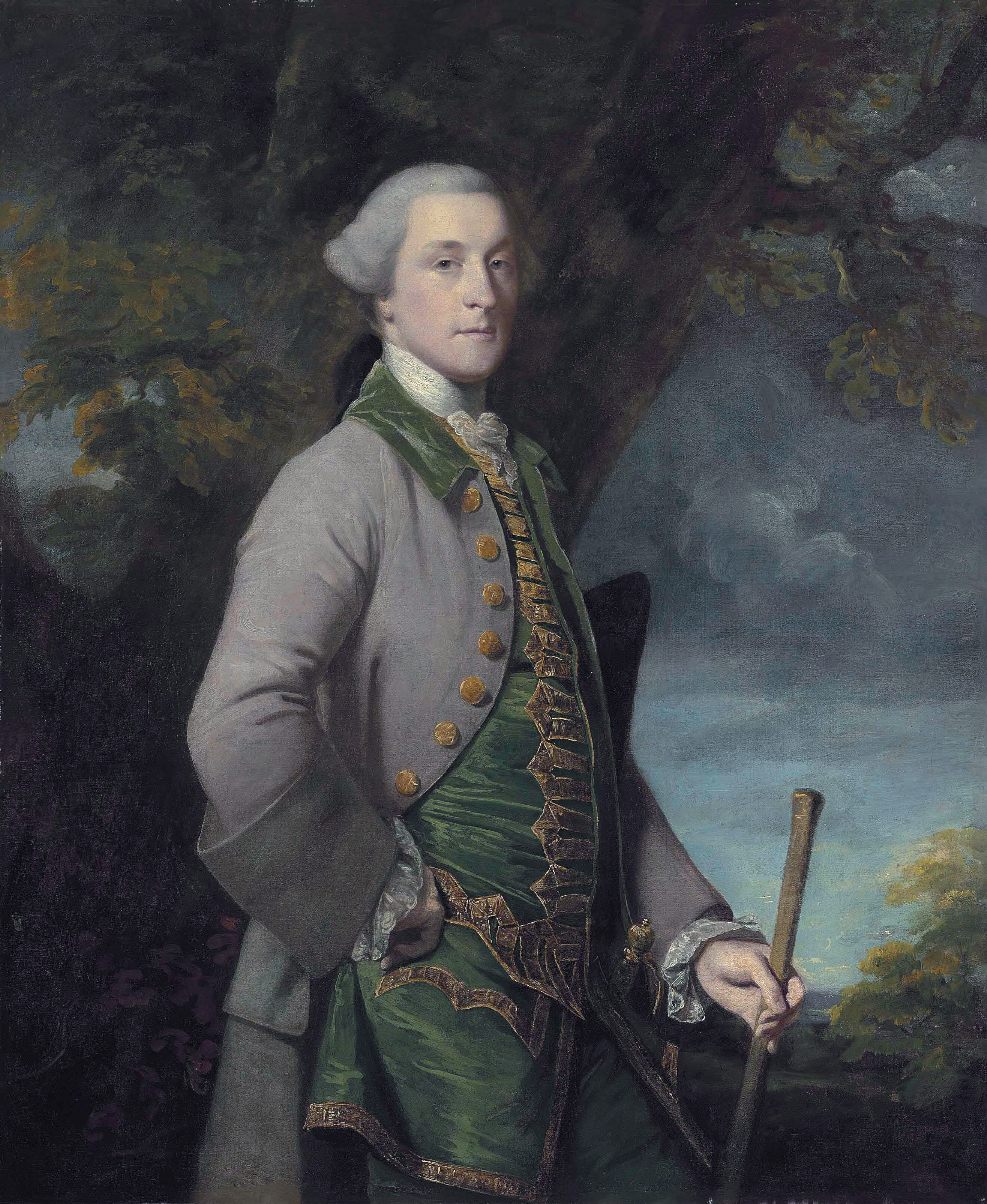
Син Генрі Бойла – Річард Бойл.

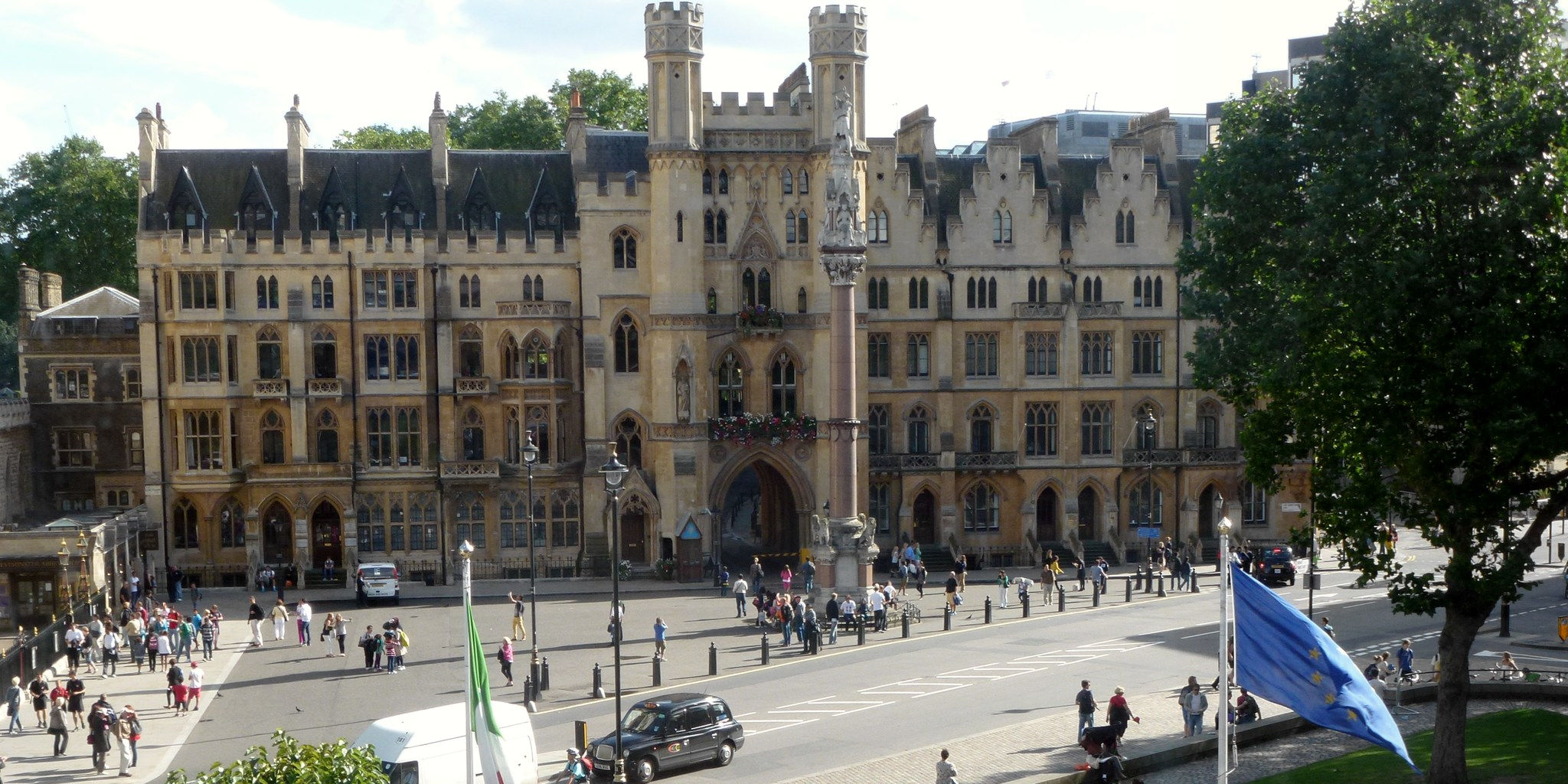
Вестмінстерська школа в Лондоні.

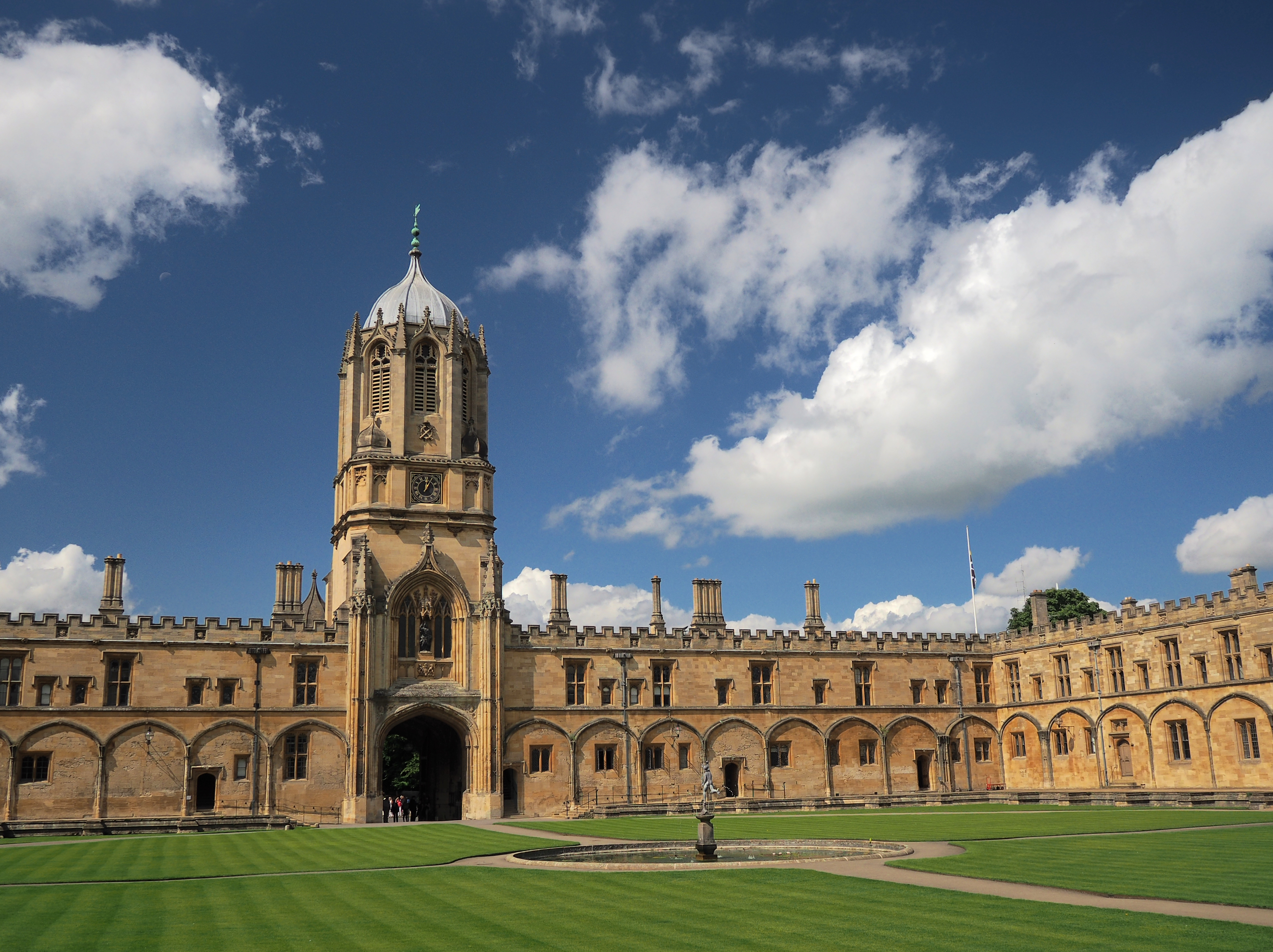
Кріст-Черч коледж, Оксфорд.

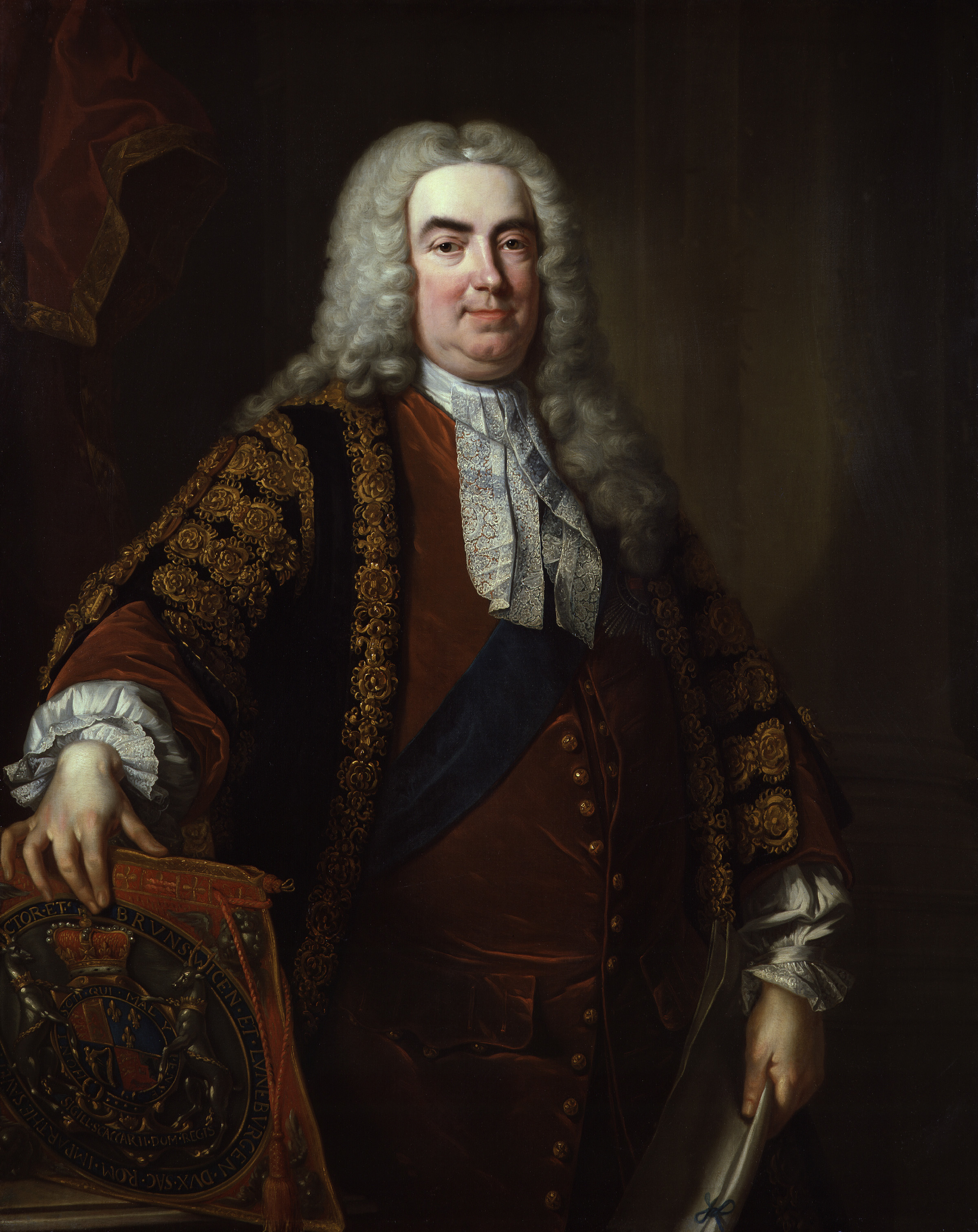
Роберт Волпол.

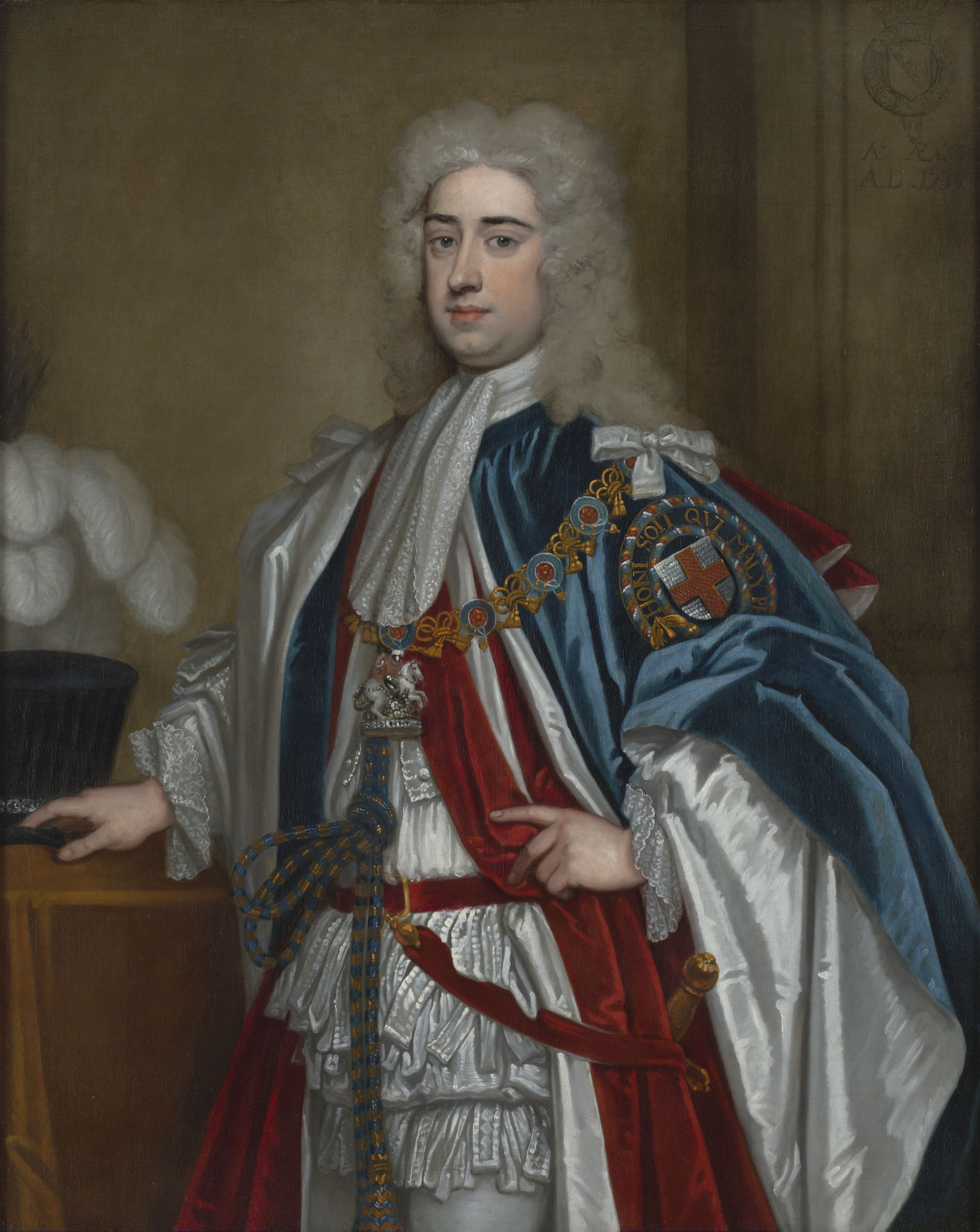
Лайонел Саквіль, 1-й герцог Дорсетський.

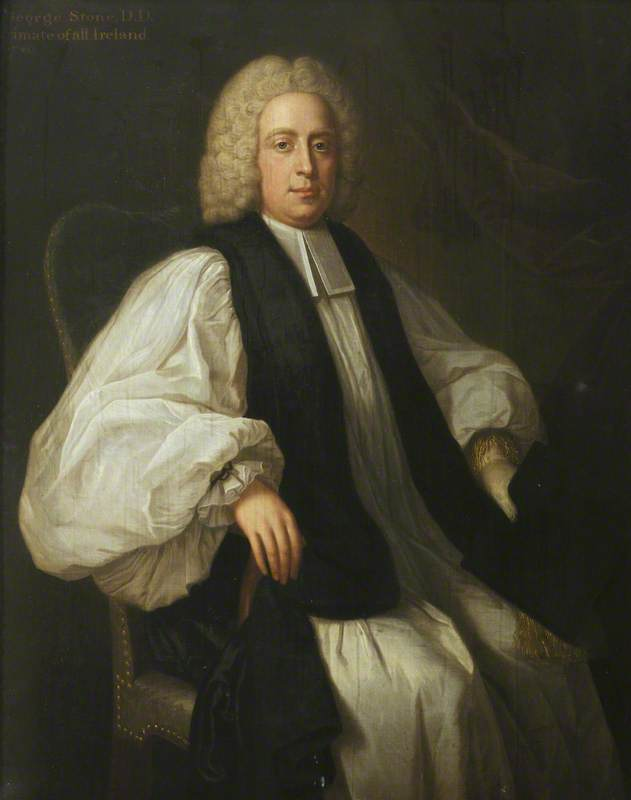
Джордж Стоун (єпископ).

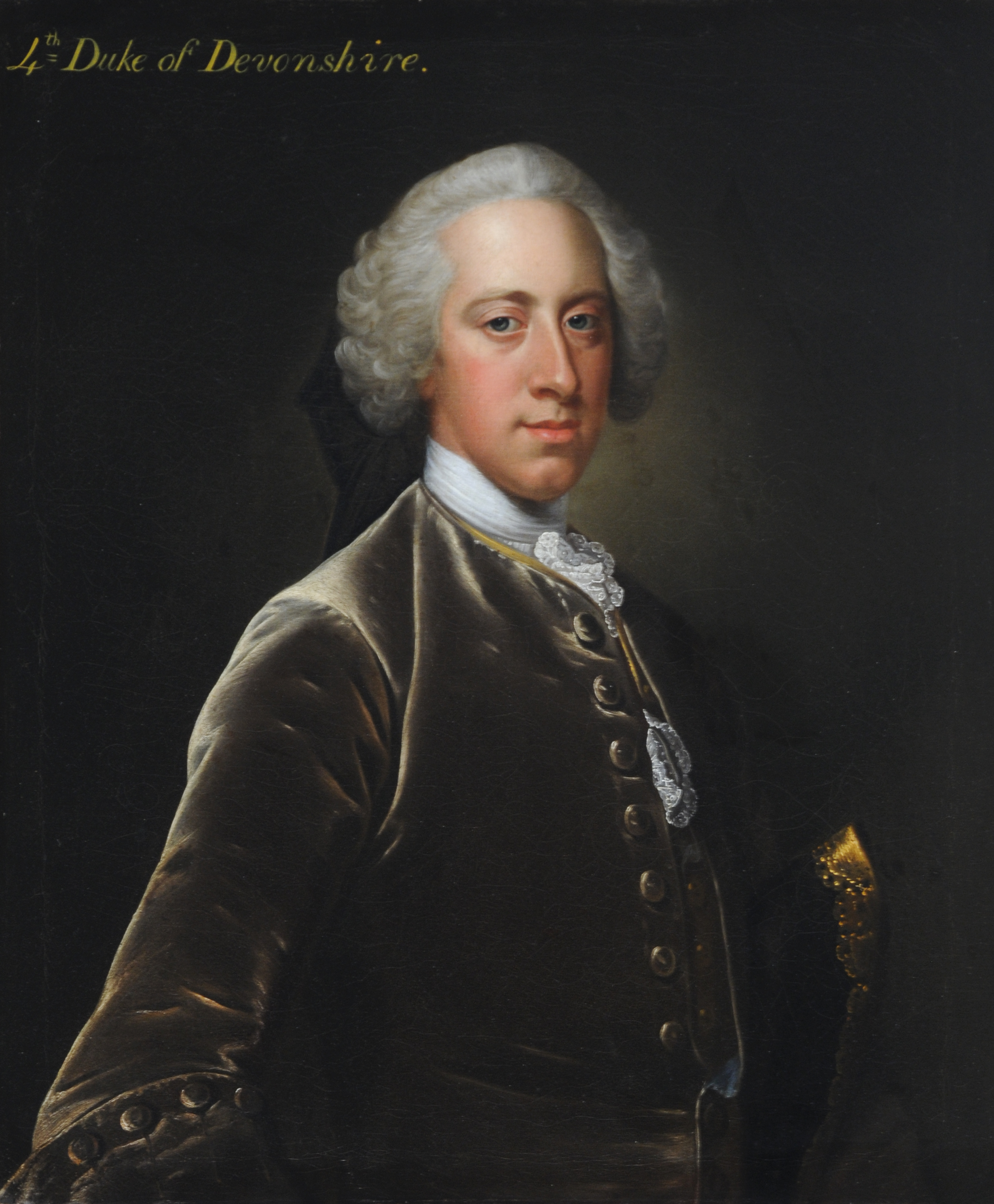
Вільям Кавендіш, IV герцог Девоншир, маркіз Гартінгтон.

Генрі Бойл (англ. Henry Boyle, 1st Earl of Shannon) (1682 – 28 грудня 1764)  – І граф Шеннон, відомий ірландський політик, тричі депутат ірландського парламенту, спікер Палати громад парламенту Ірландії (1733—1756). Він був видатним депутатом парламенту – володів мандатом депутата більше 50 років, захищав інтереси Ірландії та ірландського народу, боровся проти британських чиновників, що призвело до політичної та юридичної кризи в Ірландії. Криза завершилась тим, що він пішов з посади спікера Палати громад парламенту Ірландії в обмін на титул пера Ірландії. За це сучасники і нащадки неодноразово дорікали йому і звинувачували в зраді Ірландії.

## Гасла Генрі Бойла
- Vivit post funera virtus — «Чеснота живе після смерті» (лат.)
- Spectemur agendo — «Нехай нас судять за нашими діями» (лат.)

## Життєпис

### Ранні роки
Генрі Бойл народився в 1682 році в селищі Кастлмартір, графство Корк, Ірландія. Він був другим сином підполковника Генрі Бойла (1648 - 1693) – офіцера британської армії, що загинув під час Фландрської кампанії 1693 року, під час війни Аугсбурзької ліги, коли він служив під командуванням офіцера англійської армії Джона Черчілля у Фландрії. Підполковник Бойл був другим сином Роджера Бойла – І  графа Оррері та леді Маргарет Говард. Матір’ю Генрі Бойла була леді Мері О’Браєн - дочка Мурроу О’Браєна – І графа Інчіквін та Елізабет Сент-Лежер.
Генрі Бойл отримав освіту в Англії – навчався в школі Вестмінстера, а потім в коледжі Крайст-Черч в Оксфорді. У 1702 році під час навчання він отримав королівську стипендію. У 1705 році він вступив до аспірантури в Оксфорді. Після смерті старшого брата Генрі – Роджера Бойла в 1705 році він успадкував родинні володіння в Кастлмартірі, які, як він виявив, перебували в стані серйозного занепаду. Ці маєтки були сильно пошкоджені під час так званих вільямітських (якобітських) війн в Ірландії – війн між прибічниками скинутого короля Якова ІІ та нового короля Вільгельма ІІІ Оранського. Генрі Бойл багато зробив для поліпшення своїх родинних маєтків та селища Кастлмартір. Він також керував в графстві Корк маєтками батька своєї другої дружини – лорда Берлінгтона, і показав себе чудовим господарем та розпорядником сімейного майна. Через 2 роки після отримання спадку – в 1707 році почав політичну кар’єру.

### Політична кар’єра
У 1707 році він був обраний депутатом Палати громад парламенту Ірландії від округи Мідлтон і був депутатом в 1707 – 1713 роках, а потім був обраний депутатом від Кілмаллок і володів цим мандатом з 1713 по 1715 рік. У 1715 – 1756 роках він представляв графство Корк в Палаті громад парламенту Ірландії. Він швидко завоював популярність в парламенті, і сер Роберт Волпол, як кажуть, назвав його «королем Ірландської Палати громад».
У 1729 році Генрі Бойл як депутат і лідер успішно протистояв спробі адміністрації Дублінського замку прийняти в ірландському парламенті законопроєкт, який передбачав, що Ірландія буде продовжувати постачати фінанси британській короні протягом 21 року. Сер Роберт Волпол, чинний прем’єр-міністр Великої Британії, був вражений діями Бойла, назвавши його «королем ірландських громад». 28 квітня 1733 року він почав працювати в Таємній раді Ірландії прийнявши відповідну присягу.
У 1729 році після смерті Вільяма Коноллі він мав можливість стати спікером Палати громад, але відмовився. У цей період (1729 – 1733) Генрі Бойл розпочав широкомасштабну реконструкцію своїх маєтків у Кастлмартирі та ремонтні роботи в селищі Кастмартір за свій кошт, спрямовані на поступове усунення руйнувань, завданих війною Вільямів в Ірландії.
4 жовтня 1733 році Генрі Бойл був обраний спікером Палати громад парламенту Ірландії і призначений канцлером казначейства Ірландії з жаруванням 800 фунтів стерлінгів на рік. На той час це була велика сума грошей. У цей період він був лідером великої політичної партії парламенту, яку сучасники назвали «ескадра Манстеру». Ця партія опиралась на підтримку в графствах Корк та Вотерфорд. У 1735 році він отримав додаткову посаду в податковій службі Ірландії. У подальші роки його 15 разів обирали лорд-суддею Ірландії. Наступні 20 років він був провідним політиком Ірландії і лідером ірландського руху.
Як зазначив історик Еоїн Магенніс, «період Бойла як спікера Палати громад та головного казначея був здебільшого спокійним, оскільки між 1733 і 1753 роками не було серйозної загрози фінансової кризи». З 1734 року до своєї смерті Бойл був провідним політиком Ірландії.  12 вересня 1735 року Генрі Бойл був призначений на посаду в податкову раду Ірландії, виконуючи обов’язки її комісара.
Незважаючи на його вплив у парламенті, всі віце-королі Ірландії того часу дивилися на Генрі Бойла з підозрою як через його опозицію до непопулярних заходів, підтримуваних адміністрацією Дублінського замку, так і через ефективні політичні здібності Бойла. Під час своєї кар’єри спікера Бойл використовував свій вплив, щоб натиснути на кількох віце-королів, щоб вони підтримали антикатолицькі кримінальні закони та вимагав використання прибутків Корони для допомоги економіці та промисловості Ірландії.
Його кар’єра була відзначена довгою боротьбою за владу з Джорджем Стоуном (1708 – 1764), архієпископ Арми, який закінчився тільки після їх смерті майже одночасно – того самого тижня сумного 1764 року. В Ірландії він заслужив слави завдяки заходів на допомогу голодуючим під час жахливого голоду в Ірландії в 1740 – 1741 роках, що ввійшов в історію Ірландії як «рік знищення».

### Політична криза в Ірландії
Генрі Бойл володів посадами спікера Палати громад і канцлера казначейства до 1753 року, коли він був звільнений лордом-лейтенантом Ірландії лордом Дорсетом за відмову платити надлишкові кошти з ірландських податків уряду в Лондоні. Це призвело до «грошової суперечки» 1753 - 1756 років, політичною, юридичної та фінансової кризи в Ірландії, і Генрі Бойл став розглядатися як ірландський патріот. Діючи на підтримку політичних опонентів Генрі Бойля – Джорджа Стоуна та Джона Понсонбі, герцог Дорсет зупинив роботу парламенту 1754 року та звільнив Бойля з усіх його посад. Генрі Бойл вирішив чинити опір його звільненню, і незабаром суперечка переросла в боротьбу між британським та ірландським парламентами за те, хто має останнє слово щодо використання прибутків Ірландії. Зростаюче занепокоєння в британських урядових колах щодо можливого конфлікту з Францією та неспокою в політичному житті Ірландії, спричинених триваючою кризою, зрештою призвело до того, що герцог Дорсет був замінений на посаді віце-короля маркізом Гартінгтоном у березні 1755 року.
Криза припиналася в 1755 році, коли новим віце-королем Ірландії був призначений маркіз Гартінгтон, що запропонував йому обміняти свої посади спікера Палати громад та лорда казначейства на титул пера Ірландії та щорічну пенсію в розмірі 2000 фунтів стерлінгів протягом 31 року. На що Генрі Бойл погодився, відмовився від місця депутата в Палаті громад і став депутатом в Палаті лордів як пер Ірландії. У 1756 році він отримав титул пера Ірландії як барон Кастл-Мартір, віконт Бойл з Бендона і граф Шеннон. Він також 15 разів обіймав посаду лорд-судді Ірландії.
Генрі Бойл був призначений лорд-лейтенантом графства Корка 3 травня 1756 року. Після того, як криза закінчилася, сучасники засудили Бойла як непатріота за те, що він домовився з віце-королем. Незважаючи на це, він зберіг багато прихильників у парламенті, і адміністрація Дублінського замку переконала його знову стати лорд-суддею у квітні 1758 року. Це було зроблено, щоб забезпечити адміністрацію герцога Бедфордського більшою довірою в ірландському парламенті.
Англійський письменник та політик Горас Волпол називав його «пересічним персонажем» історії Ірландії, що зрадив Ірландію, промінявши свій патріотизм за титул пера.

### Особисте життя та родина
Згідно з Мадженнісом, Бойл «забезпечив дивовижне зростання статків для своєї родини в графстві Корк, починаючи з незначного, щоб створити великі земельний маєтки, що пережили його». Протягом кількох десятиліть Бойл домінував у політиці Ірландії, зібравши велику кількість прихильників у парламенті Ірландії, який до 1753 року становив сорок депутатів парламенту. Хоча він володів нерухомістю і в Кастлмартирі, і в Дубліні, кілька сучасників відзначали, що Бойл вважав за краще проводити більшу частину свого життя, проживаючи в маєтках, приписуючи це «буколічній байдужості» Бойла. Завдяки своїм широким навичкам у політичному патронажі та управлінні виборами, Бойл зрештою піднявся (на думку Мадженніса) до «найефективнішого трунаря або ірландського парламентського менеджера до 1800 року». У парламенті інтереси Бойла частково базувалися на його родинних зв’язках. Один із перших таких зв’язків, які Бойл зав’язав, був із далеким родичем Аланом Бродріком, І віконтом Мідлтон, що часто підтримував його під час передвиборчих кампаній. До 1730-х років Бойл став одним із найвпливовіших чиновників в адміністрації Дублінського замку.
У 1715 році лорд Шеннон одружився Кетрін Кут (бл. 1680 - 5 травня 1725) - дочкою полковника Чідл Кута з Кілмаллока і Кетрін Сендіс. У них не було дітей. Після її смерті в 1725 році він вдруге одружився в 1726 році з леді Генріетт Бойл (1700 - 13 грудня 1746) - молодшою дочкою Чарльза Бойла (1669 - 1704) – ІІІ графа Корка і ІІ графа Берлінгтон та його дружини Джуліани Ноел ( 1672 – 1750). У подружжя було шестеро дітей:
- Високоповажний Генрі Бойл-Уолсингем (? - 1756)
- Вільям Бойл (? - 1748)
- Високоповажний Чарльз Бойл (? - 1758)
- Леді Джуліана Бойл (бл. 1728 - 22 лютого 1804) – одружилась у 1745 році з Сомерсетом Гамільтоном Батлером – І графом Каррік (1718 – 1774)
- Річард Бойл – ІІ граф Шеннон (30 січня 1727 - 20 травня 1807) – депутат Палати лордів парламенту Ірландії, пер Ірландії.
- Високоповажний Роберт Бойл-Волсінгем (1736 – 1780)

### Смерть
Лорд Шеннон помер у грудні 1764 року на 82-му році життя від подагри у власному будинку на Генріетта-стріт у Дубліні. Його тіло було поховано в соборі Святого Патріка через чотири дні, 31 грудня. Звістка про його смерть швидко дійшла до Англії. Смерть Бойла була відзначена в листі, написаному англійською «синьою панчохою» та художницею Мері Делані, яка написала, що, оскільки давній суперник Бойла Стоун також щойно помер (він помер 19 грудня), новина про їхню смерть «викликає певні емоції в політичних колах».
Його титул успадкував четвертий син від другого шлюбу Річард Бойл, що став ІІ графом Шеннон (1727 – 1807).